# Tipula (Spinitipula) lactineipes
Tipula (Spinitipula) lactineipes is een tweevleugelige uit de familie langpootmuggen (Tipulidae). De soort komt voor in het Afrotropisch gebied.